# 時田洸一
時田洸一（日语：ときた 洸一），（1961年4月11日—）是日本漫畫家。千葉縣出身。

## 簡歷
在成為漫畫家前，鴇田任職Bandai旗下，擔任包裝設計，包括高達模型盒彩繪、以及Namco電玩封面。他曾經成為「Craft團」成員安井尚志下屬。（「Craft團」以多部人氣SD高達聞名，成員除了安井尚志，還有大和虹一。代表作有《模型狂四郎》、《SD戰國傳 武者七人眾篇》、《超戰士高達野郎》等等。）
近年加入角川書店，成為專職繪畫高達單行本的漫畫家。

## 作品

### 單行本
- 機動武鬥傳G高達
- 新机动战记GUNDAMW
- 新机动战记GUNDAMW BATTLEFIELD OF PACIFIST
- 新机动战记GUNDAMW 無盡的華爾茲
- 新机动战记GUNDAMW G-UNIT
- 機動新世紀鋼彈X
  - 機動新世紀GUNDAMX外傳
- 機動戰士鋼彈 逆襲的夏亞
- ∀鋼彈
- SD鋼彈外傳 圓桌騎士編
- SD鋼彈英雄傳
- BB戰士三國傳 風雲豪傑編（連特別篇）

### 機動戰士GUNDAM SEED ASTRAY系列
- 機動戰士GUNDAM SEED ASTRAY
- 機動戰士GUNDAM SEED X ASTRAY
- 機動戰士GUNDAM SEED DESTINY ASTRAY
- 機動戰士GUNDAM SEED C.E.73 Delta ASTRAY
- 機動戰士GUNDAM SEED FRAME ASTRAYS
- 機動戰士GUNDAM SEED VS ASTRAY
- 機動戰士GUNDAM SEED ASTRAY 天空皇女

### 機動戰士GUNDAM 00系列
- 機動戰士GUNDAM 00F
- 機動戰士GUNDAM 00I
- 機動戰士GUNDAM 00I 2314

## 外部連結
- （日語）時田洸一個人網誌 （页面存档备份，存于）